# Charles de Bourbon (évêque de Clermont)
Pour les autres membres de la famille, voir Maison de Bourbon.
Charles de Bourbon (1460 - 22 septembre 1504, château de Beauregard à Beauregard-l'Évêque) est un prélat français, évêque de Clermont.

## Biographie
Fils bâtard de Renaud de Bourbon, archevêque de Narbonne, il devient chantre de l'église de Narbonne et notaire apostolique. Il est nommé évêque de Clermont en 1489, en remplacement de Charles II de Bourbon, son oncle naturel.

## Sources
- Jean Marie de La Mure, Histoire des ducs de Bourbon et des comtes de Forez, Volume 2, 1868